# Жумберак (община)
Жумберак (на хърватски: Žumberak) е село и община в Загребска жупания, Хърватия. Според преброяването от 2011 г. има 883 жители, 98% от които са хървати. Община Жумберак заема площ от 110 км2. Общинският център се намира в село Костаневац.
На територията на общината се намира едноименната планина, която заедно с планините Самобор образува природен парк. Жумберак е карстов район с букови и кестенови гори. Много жители на Жумберак в края на XIX век емигрират в Словения, Австрия и Германия заради филоксерата по лозята. Днес в Жумберак са развити селският туризъм, винопроизводството и лозарството.